# Sewalkhas
Sewalkhas là một thị xã và là một nagar panchayat của quận Meerut thuộc bang Uttar Pradesh, Ấn Độ.

## Nhân khẩu
Theo điều tra dân số năm 2001 của Ấn Độ, Sewalkhas có dân số 18.434 người. Phái nam chiếm 53% tổng số dân và phái nữ chiếm 47%. Sewalkhas có tỷ lệ 33% biết đọc biết viết, thấp hơn tỷ lệ trung bình toàn quốc là 59,5%: tỷ lệ cho phái nam là 43%, và tỷ lệ cho phái nữ là 22%. Tại Sewalkhas, 21% dân số nhỏ hơn 6 tuổi.